# Hochschule für Sozial- und Medienkultur in Toruń

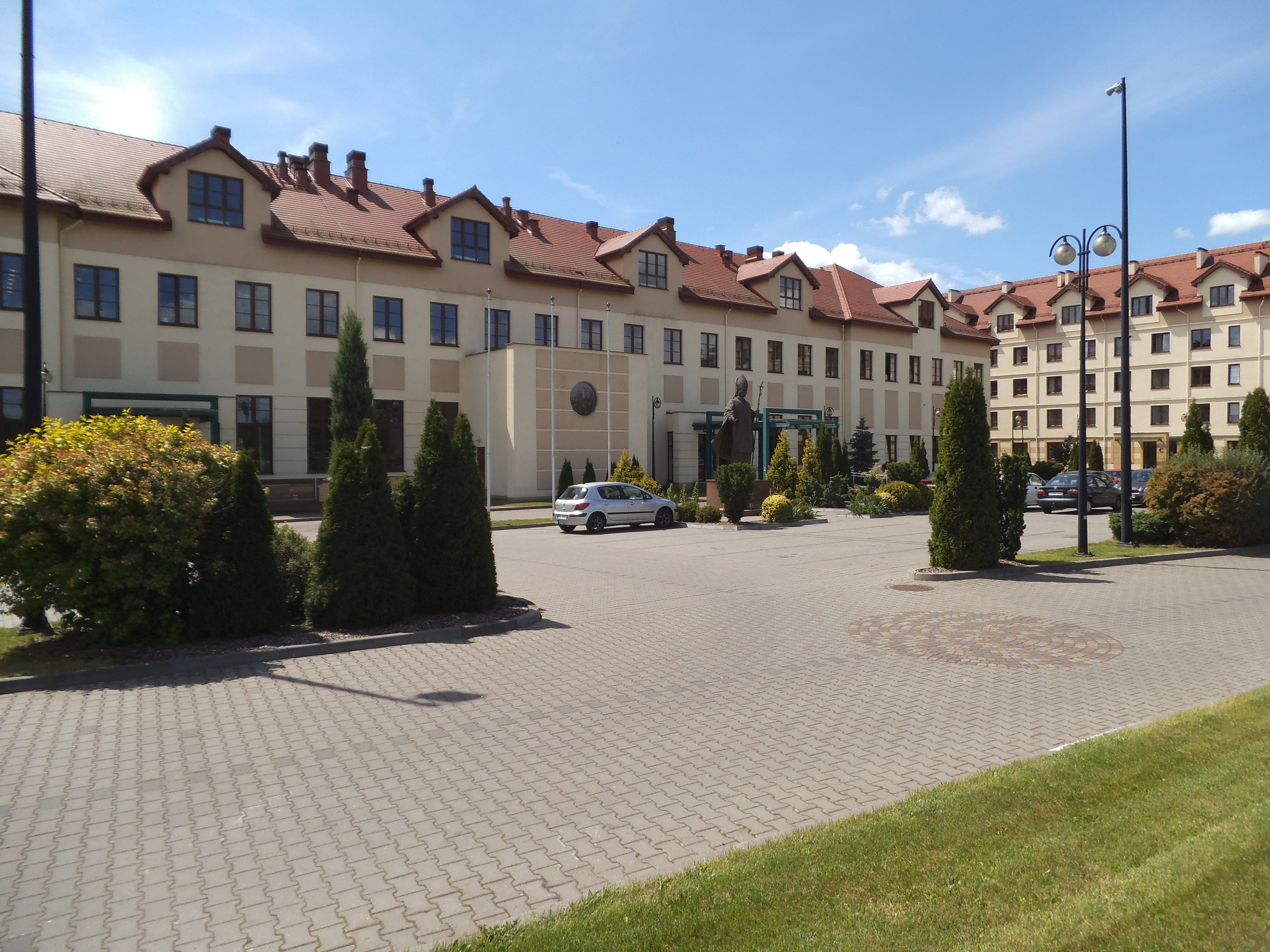
Hochschule für
Sozial- und Medienkultur in Toruń

Die Hochschule für Sozial- und Medienkultur in Toruń  (polnisch Wyższa Szkoła Kultury Społecznej i Medialnej w Toruniu) ist eine private Hochschule, die im Jahre 2001 in Thorn gegründet wurde. Sie gehört zur „Lux Veritatis“-Stiftung. Die Hochschule wurde im Verzeichnis privater Berufsschulen des Ministeriums für Nationale Bildung unter der Nummer 75 eingetragen.

## Geschichte
Die Hochschule wurde vom Redemptoristen-Pater und Medienunternehmer Tadeusz Rydzyk gegründet, der auch den politisch umstrittenen Radiosender Radio Maryja gegründet hat. Eine erstmalige staatliche Subventionierung der Einrichtung durch das polnische Regierungskabinett Szydło führte 2016 zu Kontroversen.
Das Rektorat befindet sich im Stadtteil Bielany an der Ulica Świętego Józefa, und das Gelände der Hochschule an der Szosa Starotoruńska.
Der Unterricht wird in vier Fachgebieten geführt:
- Journalistik und soziale Verständigung
- Kulturwissenschaft
- Politologie
- Informatik

Daneben werden weiterbildende Studiengebiete geführt:
- Journalistik
- Internationale Beziehungen und Diplomatie
- Nutzung der Subventionen der Europäischen Union
- Computergrafik und multimediale Techniken
- Anwendung der Informatik in der Didaktik
- Rhetorik und soziale Verständigung
- Umweltschutzpolitik und Kompensierung der Natur